# KBJA
Koordinaten: 40° 42′ 47″ N, 111° 55′ 53″ W

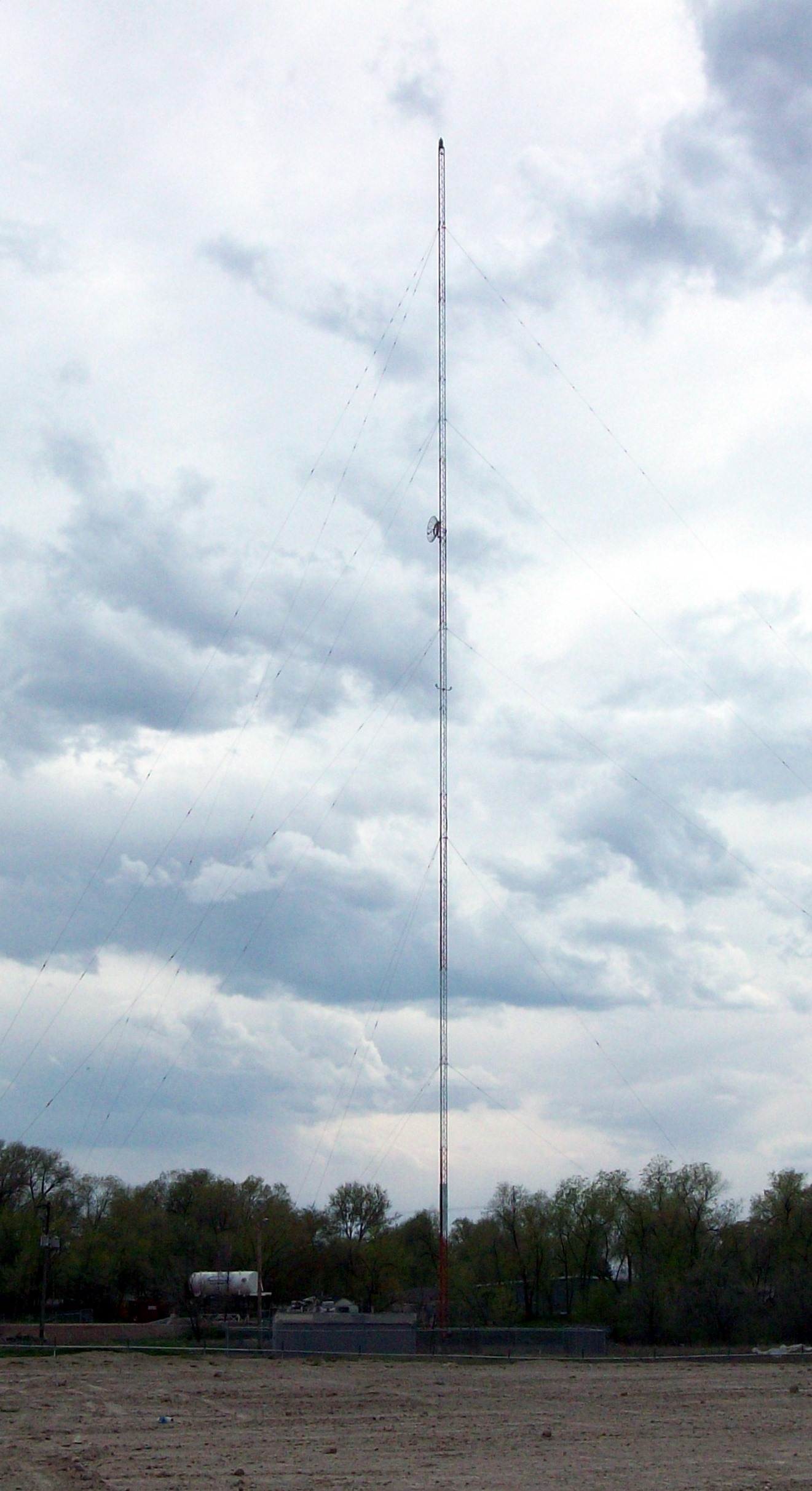
Der Sendemast von KKAT 860 Salt Lake City und KBJA 1640 AM in West Valley City

KBJA ist ein spanischsprachiger US-Radiosender aus Sandy, Utah. Die Station sendet News/Talk–Formate für die Hispanic Community in der Salt Lake City Area.
KBJA sendet auf Mittelwelle 1640 kHz. Das Signal wird tagsüber nondirektional mit 10 kW, Nachts mit 1 kW abgestrahlt.